# チレントおよびヴァッロ・ディ・ディアーノ国立公園
チレントおよびヴァッロ・ディ・ディアーノ国立公園 (Parco Nazionale del Cilento, Vallo di Diano e Alburni) は、イタリアの国立公園の一つでサレルノ県内の36,000ヘクタールに1991年に設立された。その後拡大され、約180,000ヘクタールとなった。現在では県南部の、北はセーレ平原から、東と南はバジリカータ州まで、西はティレニア海に至る8の山岳共同体と80のコムーネの領域の全てまたは一部が含まれる。1991年に制定された。
1997年からはユネスコの生物圏保護区、1998年からはユネスコの世界遺産となった。ユネスコ世界ジオパークにも指定される。

## 地理
内陸部にはシンクホールや洞窟などのカルスト地形が分布する苦灰岩の山脈があり、海岸には崖、湾、砂浜、海食洞と淡水の泉がある。公園内には地中海地域の硬葉樹林が広がり、標高により沿岸部のガリーグ、セイヨウヒイラギガシの樹林、オーク、シデ、ハンノキ属の混合林、ヨーロッパブナの天然林、高地草原などの植生および高山帯の氷河がある。一帯にはハイイロイワシャコ、エレオノラハヤブサなどの鳥類およびユーラシアカワウソ、コルシカノウサギ、チチュウカイキクガシラコウモリなどの哺乳類が生息している。

## 歴史
チレントの建築投機や観光拡大による破壊からの保護の必要性については、すでに1973年（カステッラバーテでの地中海海岸公園についての国際会議）から言及されていた。最初の結果は計36,000ヘクタールのチェルヴァーティ山とカローレ川それぞれ2つの自然保護区域に対する環境省の部署の設立だった。
公園は1991年の12月6日の394番 (GU n.292 del 13/12/1991) の法律で創られた。続いて1992年12月4日の環境省の布告 (GU n.300 del 22/12/1992) と1993年4月22日(GU n.103 del 05/05/1993) さらに1993年8月5日、(GU 199 del 25/08/1993) の環境大臣の通達により周辺区域対策が認可された。
1998年12月22日の環境大臣の通達 (GU n.127 del 2/6/1999) では、181,048ヘクタールの面積をもつ現在の周辺部と対象区域を合わせた法律が認可された。

## 考古学的遺跡
- マリーナ・ディ・カメロータの考古地区
- モンテ・プルーノ＝ロシーニョ考古地区
- ペストゥム考古地区 - カパッチョ＝ペストゥム
- エレーア＝ヴェーリア考古地区 - アシェーア

## 観光地
- チレンターナ海岸
- ペストゥム、コムーネ・カパッチョ＝ペストゥム内。
- カステル・サン・ロレンツォ ペストゥムから 26 km。
- ロシーニョ・ヴェッキア、コムーネ・ロシーニョ内。
- カステルチーヴィタの洞窟、コムーネ・カステルチーヴィタ内。
- 天使の洞窟、コムーネ・サンタンジェロ・ア・ファザネッラ内。
- パドゥーラ修道院、コムーネ・パドゥーラ内。
- モンテ・チェルヴァーティ、コムーネ・サンツァ内。

## 博物館
- ヴィーヴォ・デル・マーレ博物館、コムーネ・カメロータにある。
- 農村文明博物館[3] (Museo della "Civiltà Contadina") ロシーニョ内。
- アンティクアリウムとロシーニョにあるモンテ・プルーノ遺跡の考古学研究所[4]
- コルレート・モンフォルテの自然科学博物館
- パドゥーラの西ルカーニア考古学博物館
- カパッチョ＝ペストゥムのペストゥム国立考古学博物館
- カステル・サン・ロレンツォの中学近くにある農村文化および地域手工芸博物館

## 世界遺産
この国立公園はマグナ・グラエキア時代や中世に重要な地域として機能してきた歴史をとどめる優れた文化的景観として、1998年にユネスコの世界遺産に登録された。登録名は「パエストゥムとヴェーリアの考古遺跡群やパドゥーラのカルトゥジオ修道院を含むチレントおよびヴァッロ・ディ・ディアーノ国立公園」である。

### 登録基準
この世界遺産は世界遺産登録基準のうち、以下の条件を満たし、登録された（以下の基準は世界遺産センター公表の登録基準からの翻訳、引用である）。
- (3) 現存するまたは消滅した文化的伝統または文明の、唯一のまたは少なくとも稀な証拠。
- (4) 人類の歴史上重要な時代を例証する建築様式、建築物群、技術の集積または景観の優れた例。

## 行き方
チレントへはカパッチョ＝ペストゥムまたはサプリから、ヴァッロ・ディ・ディアーノへはサーラ・コンシリーナからが便利である。しかし、別の場所から選んだ目的地へ行きたい場合その広さが問題となる。
さらに広範囲での収容能力や交通インフラの不足もあり、公園にある特定の箇所に到達できないことがある。

## コムーネ
|  | アルファーノ                     | - | アグローポリ                           | - | アクアーラ                       |
|  | アシェーア                       | - | アウレッタ                             | - | ベッロズグアルド                 |
|  | ブオナビターコロ                 | - | カメロータ                             | - | カンポラ                         |
|  | カンナロンガ                     | - | カパッチョ＝ペストゥム                 | - | カザール・ヴェリーノ             |
|  | カザルブオーノ                   | - | カザレット・スパルターノ               | - | カゼッレ・イン・ピッタリ         |
|  | カステル・サン・ロレンツォ       | - | カステルチーヴィタ                     | - | カステッラバーテ                 |
|  | カステルヌオーヴォ・チレント     | - | チェッレ・ディ・ブルゲリーア           | - | チェントラ                       |
|  | チェラーゾ                       | - | チチェラーレ                           | - | コントローネ                     |
|  | コルレート・モンフォルテ         | - | クッカロ・ヴェーテレ                   | - | フェリット                       |
|  | フターニ                         | - | ジョーイ                               | - | ジュンガーノ                     |
|  | ラウレアーナ・チレント           | - | ラウリーノ                             | - | ラウリート                       |
|  | ルストラ                         | - | マリアーノ・ヴェーテレ                 | - | モーイオ・デッラ・チヴィテッラ   |
|  | モンターノ・アンティーリア       | - | モンテ・サン・ジャーコモ               | - | モンテコーリチェ                 |
|  | モンテフォルテ・チレント         | - | モンテザーノ・スッラ・マルチェッラーナ | - | モリジェラーティ                 |
|  | ノーヴィ・ヴェーリア             | - | オミニャーノ                           | - | オッリア                         |
|  | オッターティ                     | - | ペルディフーモ                         | - | ペリート                         |
|  | ペティーナ                       | - | ピアッジーネ                           | - | ピショッタ                       |
|  | ポッラ                           | - | ポッリカ                               | - | ポスティリオーネ                 |
|  | ロッカダスピデ                   | - | ロッカグロリオーザ                     | - | ロフラーノ                       |
|  | ロシーニョ                       | - | サッコ                                 | - | サレント                         |
|  | サン・ジョヴァンニ・ア・ピーロ   | - | サン・マウロ・チレント                 | - | サン・マウロ・ラ・ブルーカ       |
|  | サン・ピエトロ・アル・ターナグロ | - | サン・ルーフォ                         | - | サンタンジェロ・ア・ファザネッラ |
|  | サンタルセーニオ                 | - | サンタ・マリーナ                       | - | サンツァ                         |
|  | サッサーノ                       | - | セッラメッツァーナ                     | - | セッサ・チレント                 |
|  | シチニャーノ・デッリ・アルブルニ | - | ステッラ・チレント                     | - | スティーオ                       |
|  | テッジャーノ                     | - | トッレ・オルサーイア                   | - | トルトレッラ                     |
|  | トレンティナーラ                 | - | ヴァッレ・デッランジェロ               | - | ヴァッロ・デッラ・ルカーニア     |

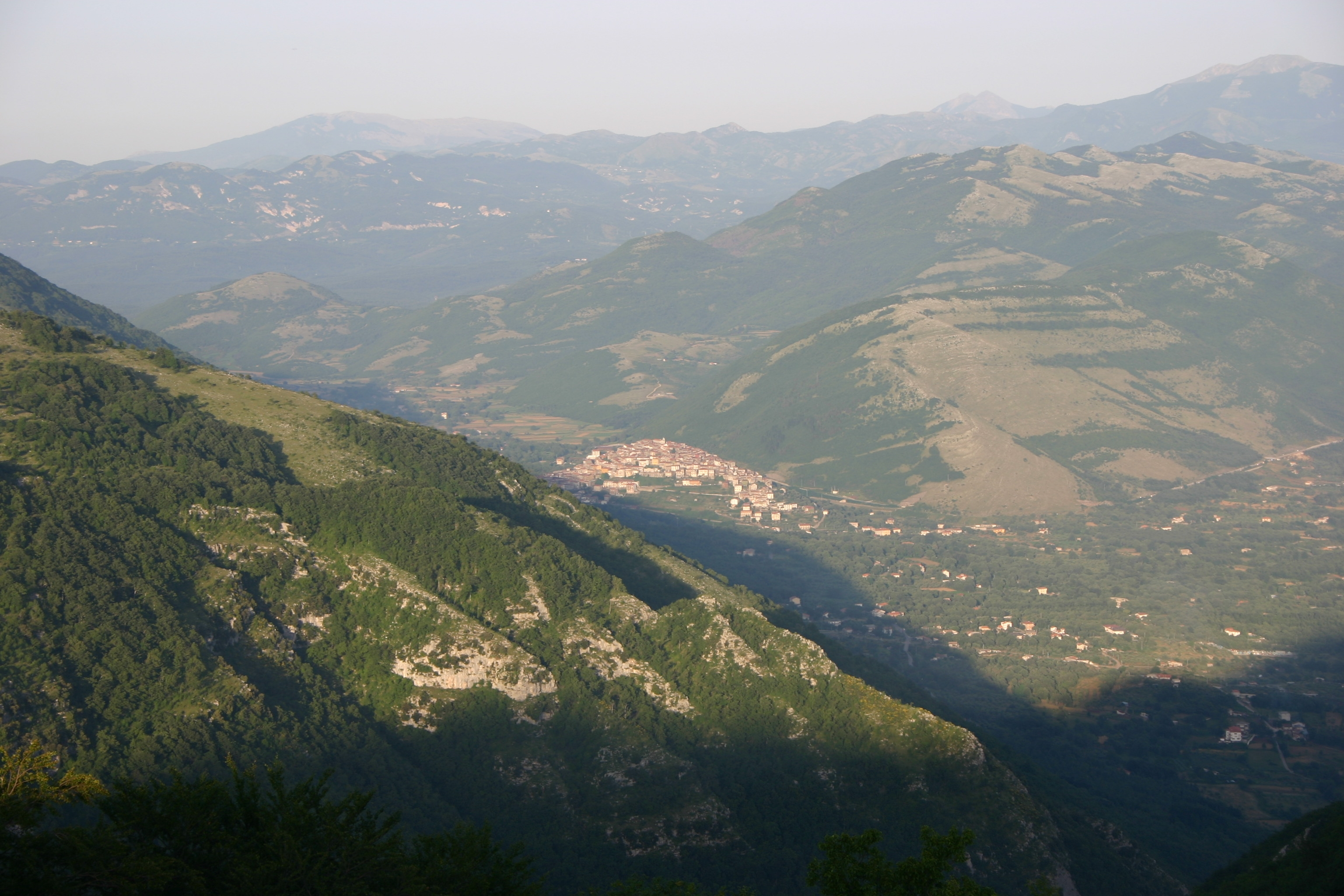
コッレ・デル・ペーロからみたサンツァ